# Garcinia rubra
Garcinia rubra är en tvåhjärtbladig växtart som beskrevs av Merrill. Garcinia rubra ingår i släktet Garcinia och familjen Clusiaceae. Inga underarter finns listade i Catalogue of Life.